# Truebella tothastes
Truebella tothastes es una especie de anfibios de la familia Bufonidae.
Es endémica de Perú.

## Hábitat
Su hábitat natural son los praderas tropicales o subtropicales a gran altitud.